# إبوخية
الإبوخية الإيبوخية، هو مصطلح يوناني قديم يُترجم عادةً على أنه «تعليق للحكم» ومفهومه هو التوقف عن الحكم ووضع العالم المكاني الزماني بين أقواس. وعدم اعتماد الاعتقاد الطبيعي لهذا العالم. والتوقف عن اتخاذ أي موقف إثبات أو نفي إزاء وجود الموضوعات، يستخدم المصطلح بطرق مختلفة حسب المدارس الفلسفة وهو مبدأ يشبه فلسفة شكوكية، البيرونية (pyrrhonism)، وأول من اعتنقها الفيلسوف أركسيلاوس فيلسوف إغريقي.
ثم ظهر المصطلح في القرن العشرين من قبل إدموند هوسرل، مؤسس الفينومينولوجيا، وجاك دريدا ولدى الكثير من الفلسفة الاخرين كمنهج. وهي إحدى الركائز الثلاث التي تقوم عليها الفلسفة الظاهراتية وفقاً لفلسفة ادموند هوسرل، والركائز الثلاث هي الأبوخية (تعليق الحكم) والرد والقصدية. والأبوخية، أو تعليق الحكم، أو الوضع بين قوسين كما يسميها هوسرل، هي أن يضع المتلقي للظاهرة كل الأحكام المسبقة، الفلسفية والتاريخية والطبيعية بين قوسين، ولا يستعملها في تفكيك هذه الظاهرة الملقاة على صفحة الوعي.